# Collins Injera
Collins Injera (18 de outubro de 1986) é um jogador de rugby sevens queniano.

## Carreira
Collins Injera integrou o elenco da Seleção Queniana de Rugbi de Sevens, na Rio 2016, que foi 11º colocada.